# Capo (Rapper)

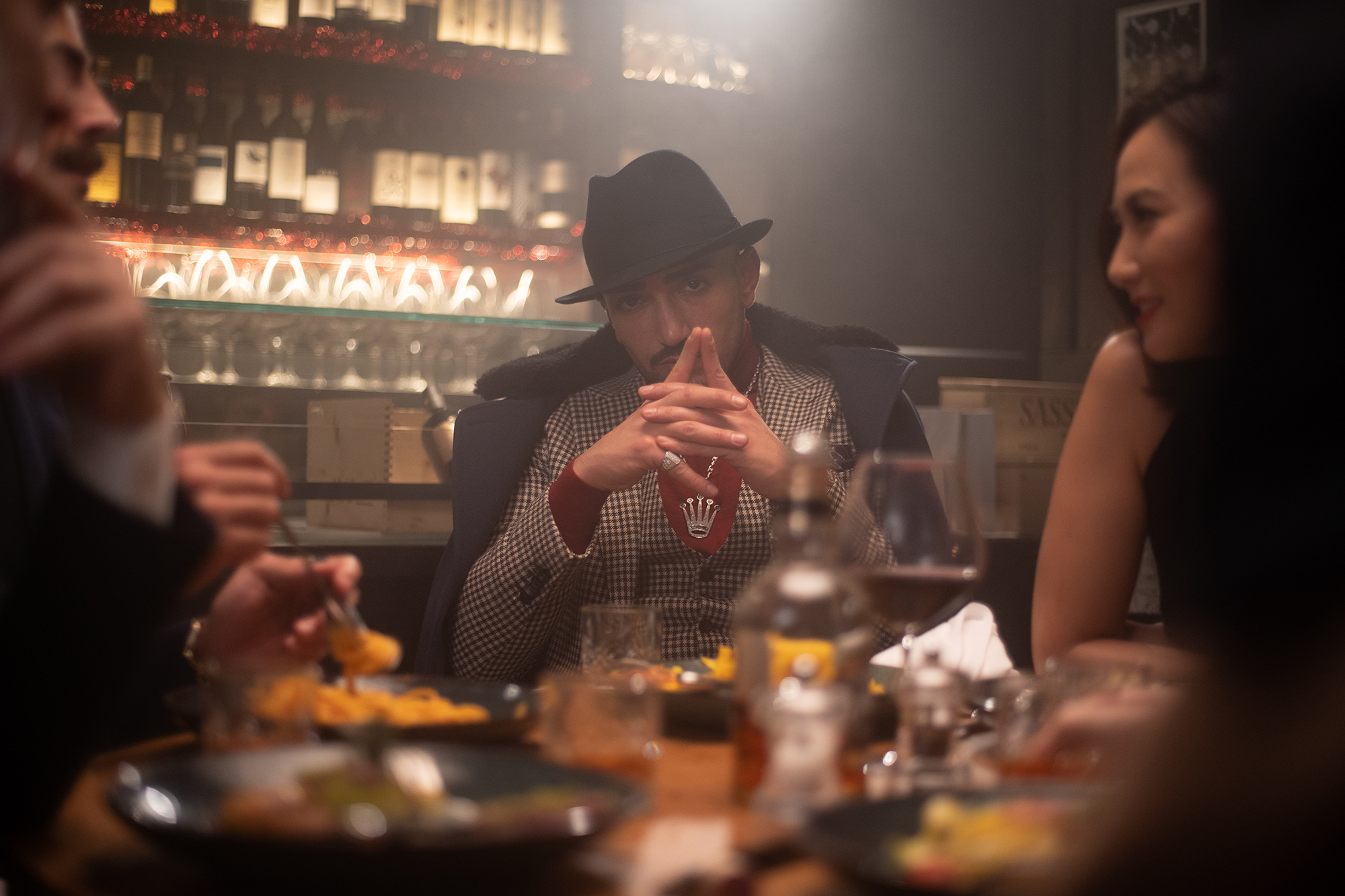
Capo in einem Promofoto zur Single Puls steigt (2019)

Capo (* 22. Mai 1991 in Offenbach am Main; bürgerlich Cem Anhan), auch bekannt als Capo Azzlack, ist ein deutscher Rapper. Bekanntheit erlangte er durch Gastbeiträge auf den Songs seines älteren Bruders Haftbefehl.

## Leben
Cem Anhan wurde als Sohn eines zazaisch-kurdischen Vaters aus dem osttürkischen Tunceli und einer türkischen Mutter aus Giresun in Offenbach im Rhein-Main-Gebiet geboren. Er wuchs mit seinen älteren Brüdern bei seiner alleinerziehenden Mutter auf und beendete seine Schullaufbahn nach eigenen Angaben ohne Abschluss.
Im Jahr 2012 erschien das zweite Soloalbum seines Bruders Haftbefehl Kanackis, auf welchem Capo einen Gastbeitrag hatte. Das Album erreichte Platz zehn der deutschen Albumcharts. Zwischenzeitlich erlangte Capo auf der Plattform YouTube größere Bekanntheit. Am 25. Januar 2013 veröffentlichte sein Bruder dann das Album Blockplatin, das es auf Rang 4 der Charts in Deutschland schaffte. Auf diesem Album war Capo mit mehreren Gastbeiträgen vertreten. Am 4. Oktober 2013 veröffentlichte Capo dann sein Debütalbum Hallo Monaco. Zuvor wurde die Single Hater / Erzähl’ ma veröffentlicht. Auf Hallo Monaco sind zudem Gastbeiträge von den Rappern Shindy, Cro, Bausa und seinem Bruder Haftbefehl enthalten. Sein zweites Album Alles auf Rot veröffentlichte er am 7. Juli 2017.
2019 erschienen mehrere Singles wie z. B. Run Run Run oder Im Rhythmus gefangen. 2021 erschien dann Capos drittes Album Hyat.

## Diskografie

### Studioalben
| Jahr | Titel             | Höchstplatzierung, Gesamtwochen, AuszeichnungChartplatzierungen (Jahr, Titel, Platzierungen, Wochen, Auszeichnungen, Anmerkungen) | Höchstplatzierung, Gesamtwochen, AuszeichnungChartplatzierungen (Jahr, Titel, Platzierungen, Wochen, Auszeichnungen, Anmerkungen) | Höchstplatzierung, Gesamtwochen, AuszeichnungChartplatzierungen (Jahr, Titel, Platzierungen, Wochen, Auszeichnungen, Anmerkungen) | Anmerkungen                            |
| Jahr | Titel             | DE | AT | CH | Anmerkungen                            |
| ---- | ----------------- | --- | --- | --- | -------------------------------------- |
| 2013 | Hallo Monaco      | DE21 (1 Wo.)DE | AT40 (1 Wo.)AT | CH28 (1 Wo.)CH | Erstveröffentlichung: 4. Oktober 2013  |
| 2017 | Alles auf Rot     | DE4 (17 Wo.)DE | AT6 (2 Wo.)AT | CH9 (2 Wo.)CH | Erstveröffentlichung: 7. Juli 2017     |
| 2021 | Hyat              | DE19 (2 Wo.)DE | AT33 (1 Wo.)AT | CH20 (1 Wo.)CH | Erstveröffentlichung: 2. Juli 2021     |
| 2022 | Himalaya          | — | — | CH90 (1 Wo.)CH | Erstveröffentlichung: 1. Juli 2022     |
| 2024 | Alles auf Schwarz | DE46 (1 Wo.)DE | — | CH71 (1 Wo.)CH | Erstveröffentlichung: 29. Februar 2024 |

### Kollaboalben
| Jahr | Titel  | Höchstplatzierung, Gesamtwochen, AuszeichnungChartplatzierungen (Jahr, Titel, Platzierungen, Wochen, Auszeichnungen, Anmerkungen) | Höchstplatzierung, Gesamtwochen, AuszeichnungChartplatzierungen (Jahr, Titel, Platzierungen, Wochen, Auszeichnungen, Anmerkungen) | Höchstplatzierung, Gesamtwochen, AuszeichnungChartplatzierungen (Jahr, Titel, Platzierungen, Wochen, Auszeichnungen, Anmerkungen) | Anmerkungen                                  |
| Jahr | Titel  | DE | AT | CH | Anmerkungen                                  |
| ---- | ------ | --- | --- | --- | -------------------------------------------- |
| 2019 | Capimo | DE7 (5 Wo.)DE | AT5 (2 Wo.)AT | CH16 (3 Wo.)CH | Erstveröffentlichung: 22. März 2019 mit Nimo |

### Singles als Leadmusiker
| Jahr | Titel Album                        | Höchstplatzierung, Gesamtwochen, AuszeichnungChartplatzierungen (Jahr, Titel, Album, Platzierungen, Wochen, Auszeichnungen, Anmerkungen) | Höchstplatzierung, Gesamtwochen, AuszeichnungChartplatzierungen (Jahr, Titel, Album, Platzierungen, Wochen, Auszeichnungen, Anmerkungen) | Höchstplatzierung, Gesamtwochen, AuszeichnungChartplatzierungen (Jahr, Titel, Album, Platzierungen, Wochen, Auszeichnungen, Anmerkungen) | Anmerkungen                                                                                |
| Jahr | Titel Album                        | DE | AT | CH | Anmerkungen                                                                                |
| --- | ---------------------------------- | --- | --- | --- | ------------------------------------------------------------------------------------------ |
| 2017 | Mainhattan City Gang Alles auf Rot | DE78 (3 Wo.)DE | — | — | Erstveröffentlichung: 11. Mai 2017                                                         |
| 2017 | Lambo Diablo GT Alles auf Rot      | DE21 ×3Dreifachgold · (36 Wo.)DE | AT39 (6 Wo.)AT | — | Erstveröffentlichung: 26. Mai 2017 Verkäufe: + 600.000 feat. Nimo, Remix feat. Nimo & Juju |
| 2017 | Alles auf Rot                      | DE60 Gold · (2 Wo.)DE | — | — | Erstveröffentlichung: 11. Juli 2017 Verkäufe: + 200.000                                    |
| 2017 | Mon Chéri Capimo                   | DE9 Gold · (10 Wo.)DE | AT28 (3 Wo.)AT | CH38 (2 Wo.)CH | Erstveröffentlichung: 2. November 2017 Verkäufe: + 200.000 feat. Nimo                      |
| 2018 | Flouz –                            | DE34 (2 Wo.)DE | — | — | Erstveröffentlichung: 3. August 2018 mit Azzi Memo                                         |
| 2018 | International Gangstas –           | DE5 (5 Wo.)DE | AT11 (4 Wo.)AT | CH8 (2 Wo.)CH | Erstveröffentlichung: 21. September 2018 mit Farid Bang & 6ix9ine feat. Sch                |
| 2018 | Lean Capimo                        | DE12 (5 Wo.)DE | AT27 (2 Wo.)AT | CH43 (1 Wo.)CH | Erstveröffentlichung: 12. Oktober 2018 mit Nimo                                            |
| 2018 | Zoey Capimo                        | DE8 Gold · (12 Wo.)DE | AT35 (6 Wo.)AT | CH36 (2 Wo.)CH | Erstveröffentlichung: 14. Dezember 2018 Verkäufe: + 200.000; mit Nimo                      |
| 2018 | Anderes Niveau Capimo              | DE58 (2 Wo.)DE | — | — | Erstveröffentlichung: 28. Dezember 2018 mit Nimo                                           |
| 2019 | Shem Shem & Sex Capimo             | DE12 (9 Wo.)DE | AT32 (4 Wo.)AT | CH44 (2 Wo.)CH | Erstveröffentlichung: 11. Januar 2019 mit Nimo                                             |
| 2019 | Roadrunner Capimo                  | DE23 (4 Wo.)DE | AT53 (1 Wo.)AT | CH92 (1 Wo.)CH | Erstveröffentlichung: 25. Januar 2019 mit Nimo                                             |
| 2019 | Leyla Capimo                       | DE13 (4 Wo.)DE | AT29 (2 Wo.)AT | CH53 (2 Wo.)CH | Erstveröffentlichung: 15. Februar 2019 mit Nimo                                            |
| 2019 | Planlos Capimo                     | DE64 (1 Wo.)DE | — | — | Erstveröffentlichung: 1. März 2019 mit Nimo                                                |
| 2019 | Hadouken –                         | DE52 (1 Wo.)DE | — | — | Erstveröffentlichung: 26. April 2019                                                       |
| 2019 | Alexander Wang –                   | DE25 (3 Wo.)DE | AT63 (1 Wo.)AT | CH83 (1 Wo.)CH | Erstveröffentlichung: 14. Juni 2019                                                        |
| 2019 | Run Run Run –                      | DE6 Gold · (15 Wo.)DE | AT25 (7 Wo.)AT | CH22 (7 Wo.)CH | Erstveröffentlichung: 2. August 2019 Verkäufe: + 200.000                                   |
| 2019 | Im Rhythmus gefangen –             | DE11 (5 Wo.)DE | AT30 (3 Wo.)AT | CH38 (2 Wo.)CH | Erstveröffentlichung: 11. Oktober 2019                                                     |
| 2019 | Puls steigt –                      | DE50 (4 Wo.)DE | — | — | Erstveröffentlichung: 20. Dezember 2019                                                    |
| 2020 | Karakol –                          | DE15 (3 Wo.)DE | AT32 (2 Wo.)AT | CH36 (2 Wo.)CH | Erstveröffentlichung: 28. Februar 2020                                                     |
| 2020 | Cannabe –                          | DE46 (1 Wo.)DE | — | — | Erstveröffentlichung: 3. April 2020                                                        |
| 2020 | Hyat                               | DE86 (1 Wo.)DE | — | — | Erstveröffentlichung: 25. September 2020                                                   |
| 2020 | Coco Chanel Hyat                   | DE22 (2 Wo.)DE | AT52 (1 Wo.)AT | CH65 (1 Wo.)CH | Erstveröffentlichung: 23. Oktober 2020 feat. Veysel                                        |
| 2020 | Geisterstadt –                     | DE35 (1 Wo.)DE | — | — | Erstveröffentlichung: 13. November 2020                                                    |
| 2021 | Letzter Atemzug –                  | DE97 (1 Wo.)DE | — | — | Erstveröffentlichung: 22. Januar 2021                                                      |
| 2021 | Zeit und Geld Hyat                 | DE58 (1 Wo.)DE | — | — | Erstveröffentlichung: 12. März 2021                                                        |
| 2021 | Ghettogirl Hyat                    | DE7 (12 Wo.)DE | AT29 (7 Wo.)AT | CH27 (6 Wo.)CH | Erstveröffentlichung: 28. Mai 2021                                                         |
| 2021 | Mahalle Hyat                       | DE26 (1 Wo.)DE | — | CH54 (1 Wo.)CH | Erstveröffentlichung: 25. Juni 2021                                                        |
| 2022 | Himalaya –                         | DE44 (1 Wo.)DE | — | CH95 (1 Wo.)CH | Erstveröffentlichung: 20. Mai 2022                                                         |
| 2022 | Isabelle –                         | DE— aDE | — | — | Erstveröffentlichung: 8. Juni 2022 mit Sefo                                                |
| 2022 | Schwarze Rosen –                   | DE77 (1 Wo.)DE | — | — | Erstveröffentlichung: 17. Juni 2022                                                        |
| 2022 | Nachtschicht –                     | DE100 (1 Wo.)DE | — | — | Erstveröffentlichung: 1. Juli 2022 feat. Farid Bang, Capital Bra & Haftbefehl              |
| 2022 | Blockromantik –                    | DE— bDE | — | — | Erstveröffentlichung: 16. September 2022                                                   |
| 2022 | Wie oft –                          | DE62 (1 Wo.)DE | — | — | Erstveröffentlichung: 21. Oktober 2022                                                     |
| 2023 | Psycho –                           | DE65 (1 Wo.)DE | — | — | Erstveröffentlichung: 10. November 2023 feat. Mero                                         |
| 2024 | Wellness im Palace –               | DE— cDE | — | — | Erstveröffentlichung: 11. Januar 2024                                                      |
| 2024 | Ghettostar –                       | DE60 (1 Wo.)DE | — | — | Erstveröffentlichung: 25. Januar 2024 feat. Kolja Goldstein                                |
| 2024 | Alles auf schwarz –                | DE— dDE | — | — | Erstveröffentlichung: 8. Februar 2024                                                      |
| 2024 | Beyda –                            | DE43 (1 Wo.)DE | — | — | Erstveröffentlichung: 22. Februar 2024 feat. Nimo                                          |
| Folgende Lieder erschienen nicht als Single, wurden aber durch das Album zum Download und Streaming bereitgestellt und konnten somit eine Platzierung erlangen: |                                    | | | |                                                                                            |
| |                                    | | | |                                                                                            |
| 2017 | Mitten in Frankfurt Alles auf Rot  | — | — | CH78 (1 Wo.)CH | Charteinstieg: 11. Mai 2017 feat. Noizy                                                    |
| 2017 | Komm wir chillen Alles auf Rot     | DE85 Gold · (1 Wo.)DE | — | — | Charteinstieg: 14. Juli 2017 Verkäufe: + 200.000 feat. Bausa & Yonii                       |
| 2019 | Dunkel Capimo                      | DE23 (3 Wo.)DE | AT43 (1 Wo.)AT | CH49 (1 Wo.)CH | Charteinstieg: 29. März 2019 mit Nimo                                                      |
| 2021 | Papaya Hyat                        | DE77 (1 Wo.)DE | — | — | Charteinstieg: 9. Juli 2021                                                                |
| 2024 | Jumpshot Alles auf schwarz         | DE30 (1 Wo.)DE | — | CH58 (1 Wo.)CH | Charteinstieg: 8. März 2024 feat. Summer Cem                                               |

Weitere Singles
- 2013: Hater / Erzähl’ ma
- 2014: Champagner für alle
- 2014: Julius Cesar (feat. Haftbefehl)
- 2017: Intro
- 2017: GGNIMG
- 2017: Matador (feat. Tommy)
- 2017: Totentanz
- 2019: Jayjo (mit Undacava) (DE: Gold)

### Singles als Gastmusiker
| Jahr | Titel Album                  | Höchstplatzierung, Gesamtwochen, AuszeichnungChartplatzierungen (Jahr, Titel, Album, Platzierungen, Wochen, Auszeichnungen, Anmerkungen) | Höchstplatzierung, Gesamtwochen, AuszeichnungChartplatzierungen (Jahr, Titel, Album, Platzierungen, Wochen, Auszeichnungen, Anmerkungen) | Höchstplatzierung, Gesamtwochen, AuszeichnungChartplatzierungen (Jahr, Titel, Album, Platzierungen, Wochen, Auszeichnungen, Anmerkungen) | Anmerkungen                                                                    |
| Jahr | Titel Album                  | DE | AT | CH | Anmerkungen                                                                    |
| --- | ---------------------------- | --- | --- | --- | ------------------------------------------------------------------------------ |
| 2020 | Scarface Genkidama           | DE15 (4 Wo.)DE | AT23 (2 Wo.)AT | CH25 (2 Wo.)CH | Erstveröffentlichung: 29. Mai 2020 Farid Bang feat. Capo & Rick Ross           |
| 2021 | 4 Kanaken Das schwarze Album | DE50 (1 Wo.)DE | — | — | Erstveröffentlichung: 29. April 2021 Haftbefehl feat. Capo, Veysel & Ezhel     |
| 2021 | Heb ab 2 Vibez ‘n’ Flowz     | DE45 (1 Wo.)DE | — | — | Erstveröffentlichung: 6. August 2021 Azzi Memo feat. Capo                      |
| 2022 | Awimbawe Miserabel           | DE51 (1 Wo.)DE | — | CH79 (1 Wo.)CH | Erstveröffentlichung: 5. Januar 2022 Kurdo feat. Capo                          |
| 2023 | Wir bleiben wach –           | DE42 (1 Wo.)DE | — | — | Erstveröffentlichung: 11. August 2023 Volo feat. Capo & AK Ausserkontrolle     |
| 2023 | Leben illegal –              | DE81 (1 Wo.)DE | — | — | Erstveröffentlichung: 15. Dezember 2023 Farid Bang feat. Capo & Bobby Vandamme |
| 2024 | Hundertzehn –                | DE— eDE | — | — | Erstveröffentlichung: 4. April 2024 Kolja Goldstein feat. Capo                 |
| 2024 | Adina (schlaf ein) –         | DE— fDE | — | — | Erstveröffentlichung: 23. Mai 2024 Kardo & X Wave feat. Capo                   |
| 2025 | RRR –                        | DE57 (1 Wo.)DE | — | — | Erstveröffentlichung: 5. Juni 2025 Nimo feat. Capo                             |
| Folgende Lieder erschienen nicht als Single, wurden aber durch das Album zum Download und Streaming bereitgestellt und konnten somit eine Platzierung erlangen: |                              | | | |                                                                                |
| |                              | | | |                                                                                |
| 2024 | Alors Kristall               | DE59 (5 Wo.)DE | — | — | Charteinstieg: 21. Juni 2024 Kurdo feat. Capo                                  |

Weitere Gastbeiträge
- 2011: Von Frankfurt bis St. Gallen von Frank One (als Capo Azzlack)
- 2011: Ghettos in der B.R.D. von Serkan (feat. Jasha) (als Capo Azzlack)
- 2012: Party mit uns auf Kanackiş von Haftbefehl (als Capo Azzlack)
- 2012: Konnekt auf Nr. 415 von Xatar (feat. Celo & Abdi & Haftbefehl) (als Capo Azzlack)
- 2012: Übernahme auf Übernahme EP (Banger Edition) von Majoe & Jasko (feat. Haftbefehl) (als Capo Azzlack)
- 2012: Azzlack und Frauen (feat. Schwesta Ewa) auf Hinterhofjargon von Celo & Abdi (als Capo Azzlack)
- 2012: Parallelen United Remix #2 von Celo & Abdi (feat. MoTrip, JokA, Summer Cem, Favorite, Sentence, Animus, Milonair, Timeless, Liquit Walker, Toni der Assi, Bosca, Mosh36, Crackaveli, B-Lash, Massiv, Automatikk & Veysel) (als Capo Azzlack)
- 2013: Du weißt, ich weiß und Locker Easy (feat. Celo & Abdi und Veysel) auf Blockplatin von Haftbefehl
- 2013: Meine Kugeln auf Totgesagte leben länger von BTM Squad (feat. Haftbefehl, Farid Bang, L-Nino & Habesha) (als Capo Azzlack)
- 2013: Wab Bam Boom auf BZ von Mosh36
- 2014: Sei gross! auf #hangster von Psaiko.Dino (feat. Lary)
- 2014: Mond auf Seelenmanöver von Bausa
- 2014: Globaler Handel (feat. Celo & Abdi) und Risiko auf AMG von Milonair
- 2014: Chivato auf Akupunktur von Celo & Abdi
- 2014: Julius Cesar von Haftbefehl
- 2014: Ihr Hurensöhne (Babos Remix) (feat. Hanybal) und Mainhattan Gangs (feat. DOE) auf Russisch Roulette (Deluxe) von Haftbefehl
- 2015: Chabos (feat. Milonair, DOE, Celo & Abdi, Soufian, Hanybal, Enemy, Brate Azzlack, Nimo, Bausa & Diar) und Frisch aus der Küche (feat. Ufo361) auf Unzensiert von Haftbefehl
- 2016: Dolla Dolla auf Habeebeee von Nimo
- 2016: New Jack City auf L.O.S. von Crackaveli
- 2017: Wer ist die 1 auf Allé Allé von Soufian
- 2017: Heb ab auf Trap ’n’ Haus von Azzi Memo
- 2017: Mitten in Frankfurt von Noizy
- 2017: Endgegner auf Der Löwe von Manuellsen
- 2017: Erste Dynastie auf Diaspora von Celo & Abdi
- 2018: Flouz auf Surf 'N' Turf von Azzi Memo
- 2020: Scarface (mit Rick Ross) auf Genkidama von Farid Bang
- 2020: Depression & Schmerz auf Das weisse Album von Haftbefehl
- 2021: 4 Kanaken (feat. Veysel & Ezhel) auf Das schwarze Album von Haftbefehl
- 2021: City Gangster (feat. Veysel) auf Asozialer Marokkaner von Farid Bang
- 2021: Heb ab 2 auf Vibez ‘n’ Flowz von Azzi Memo
- 2022: Awimbawe auf Miserabel von Kurdo
- 2022: Wer auf Wesh von Ahmad Amin

## Auszeichnungen für Musikverkäufe
Anmerkung: Auszeichnungen in Ländern aus den Charttabellen bzw. Chartboxen sind in ebendiesen zu finden.
| Land/RegionAuszeichnungen für Musikverkäufe (Land/Region, Auszeichnungen, Verkäufe, Quellen) | Gold     | Platin  | Verkäufe  | Quellen           |
| -------------------------------------------------------------------------------------------- | -------- | ------- | --------- | ----------------- |
| Deutschland (BVMI)                                                                           | 7× Gold7 | Platin1 | 1.800.000 | musikindustrie.de |
| Insgesamt                                                                                    | 7× Gold7 | Platin1 |           |                   |